# Kraj Dogonów

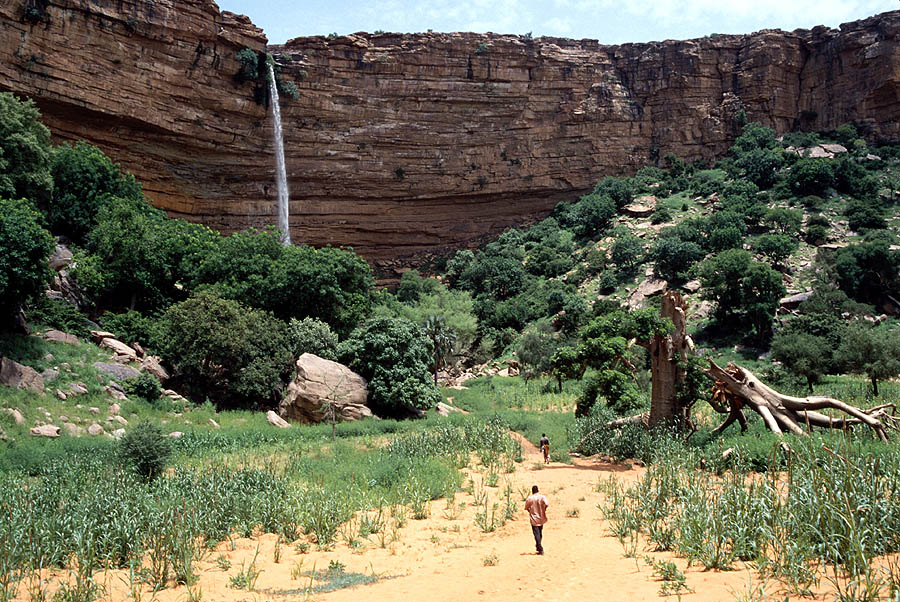
Urwisko Bandiagara w Kraju Dogonów

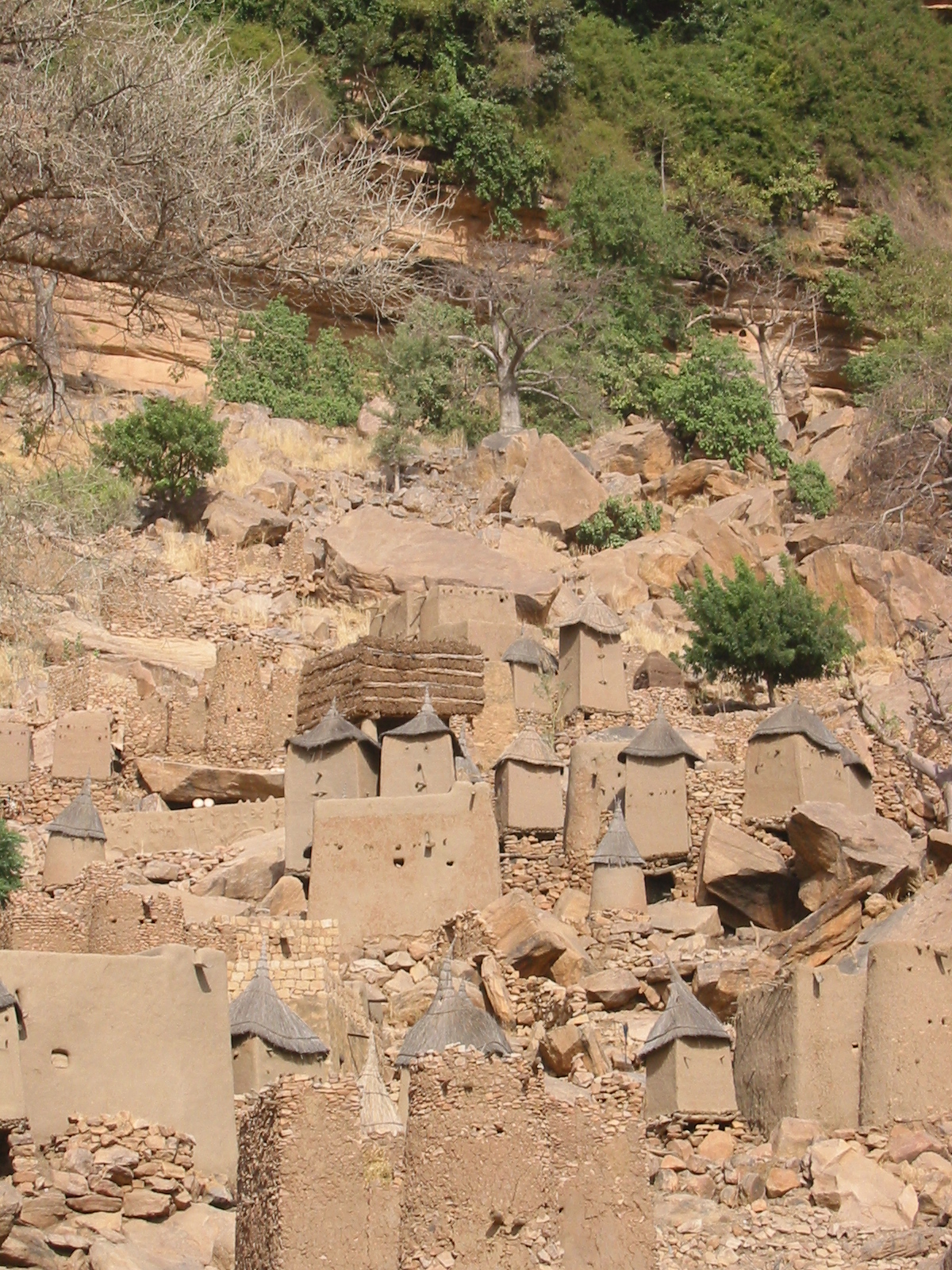
Tradycyjne budownictwo Dogonów

Kraj Dogonów (fr. Pays Dogon) – obszar w środkowym Mali, w regionie Mopti, zamieszkany przez plemię Dogonów. Znajdują się tu unikatowe wioski z chatami z gliny, kryte strzechą. Wioski rozłożone są na odcinku 150 km wzdłuż Uskoku Bandiagara. Pierwotnie teren ten był zamieszkany przez bliżej niezidentyfikowany lud Tellem, na którym około 1500 zjawili się tu Dogonowie. Piaskowcowy klif Bandiagara dawał im dobrą pozycję do obrony przed atakami sąsiednich plemion.
Współcześnie urwisko Bandiagara i Kraj Dogonów są jedną z najważniejszych atrakcji turystycznych w Mali. W 1989 obszar ten został wpisany na listę światowego dziedzictwa UNESCO.  